# Neptis kiriakoffi
Neptis kiriakoffi is een vlinder uit de onderfamilie Limenitidinae van de familie Nymphalidae. De wetenschappelijke naam van de soort is voor het eerst geldig gepubliceerd in 1955 door Frans Overlaet.